# Claus Leth Bak
Claus Leth Bak (født 13.04.1965) er professor ved Institut for Energiteknik ved Aalborg Universitet. Han forsker i eltransmission og højspændingsteknik og underviser i elsystemer, eltransmission, højspændingsteknik og elektriske kurser.

## Uddannelse og karriere
Claus Leth Bak er kandidat i Elektrisk Energiteknik fra Aalborg Universitet fra 1994. Fra 1994-1999 arbejdede han som civilingeniør ved I/S Nordjyllandsværket. Han var adjunkt ved Aalborg Universitet fra 1999-2002, hvorefter han var lektor indtil 2011, hvor han blev professor. Claus er siden 2011 Ph.d. programleder for Ph.d. programmet Energy Technology med mere end 100 Ph.d. studerende samt medlem af ENG fakultetets Ph.d. udvalg.
I 2015 modtager han sin Ph.d. med afhandlingen ”EHV/HV Underground Cable Systems for Power Transmission” fra Aalborg Universitet. Han er leder af sektionen ”Electric Power Systems and Microgrids” og vice programleder for forskningsprogrammet ”Modern Power Transmission System”.

Siden 2019 har han desuden været formand for CIGRE’s Danske Nationalkomité og medlem af CIGRE Administrative Council og CIGRE Technical Council.

## Priser
Claus Leth Bak har vundet en række priser gennem sin karriere:
- CIGRE Distinguished member award 2020[9]
- CIGRE Technical Council award 2020[10]
- IEEE PEDG Best Paper award 2016[11]
- IET DPSP Best Paper award 2014[11]

## Publikationer
Claus Leth Bak har udgivet over 350 publikationer og 2 bøger:
- Electromagnetic Transients in Power Cables, Filipe Faria da Silva og Claus Leth Bak, SPRINGER 2013
- Electrical Design of a 400 kV Composite Tower, Tohid Jahangiri, Qian Wang, Filipe Faria da Silva og Claus Leth Bak, SPRINGER 2019